# In vivo
In vivo syftar på biologiska processer i levande celler och vävnader när de befinner sig på sin naturliga plats i hela organismer, särskilt om processer som används i vetenskapliga försök och kliniska tester. Ett vanligt begrepp inom den gentekniska grenen genterapi.
Experiment som genomförs "in vivo" genomförs i djur eller människor (från latin, ungefär: "i den levande organismen"), till skillnad från ex vivo, in vitro, eller in silico (osv.: se länkar nedan). Begreppet används i tal och skrift inom biologisk och medicinsk forskning för att förmedla att experimentet genomförts i en levande experimentmodell. Tills nyligen har även denna term, som många Latinska termer, använts kursiverat (in vivo) men idag tillåts det ofta okursiverat eftersom begreppet är vedertaget såväl på svenska som engelska.
Av etiska skäl finns anledning att minimera in vivo-forskning (se exempelvis 3R-principerna inom djurforskningsetiken), men idag kan preklinisk forskning inte genomföras helt utan att även forska in vivo. Många processer på cellulär nivå påverkar även vävnader, organ, eller kroppens olika system, vilket gör att en undersökning på hela organismer är viktig för att säkerställa effekt och säkerhet av potentiella kliniska interventioner.
In vivo-forskning på människor följer Helsingforsdeklarationen och måste i Sverige godkännas av etikprövningsmyndigheten. 